# ジヒドロネオプテリンアルドラーゼ
ジヒドロネオプテリンアルドラーゼ(Dihydroneopterin aldolase、EC 4.1.2.25)、以下の化学反応を触媒する酵素である。
2-アミノ-4-ヒドロキシ-6-(D-エリトロ-1,2,3-トリヒドロキシプロピル)-7,8-ジヒドロプテリジン{\displaystyle \rightleftharpoons }2-アミノ-4-ヒドロキシ-6-ヒドロキシメチル-7,8-ジヒドロプテリジン + グリコールアルデヒド
従って、この酵素の基質は2-アミノ-4-ヒドロキシ-6-(D-エリトロ-1,2,3-トリヒドロキシプロピル)-7,8-ジヒドロプテリジンのみ、生成物は2-アミノ-4-ヒドロキシ-6-ヒドロキシメチル-7,8-ジヒドロプテリジンとグリコールアルデヒドの2つである。
この酵素はリアーゼ、特に炭素-炭素結合を切断するアルデヒドリアーゼに分類される。系統名は、2-アミノ-4-ヒドロキシ-6-(D-エリトロ-1,2,3-トリヒドロキシプロピル)-7,8-ジヒドロプテリジン グリコールアルデヒドリアーゼ (2-アミノ-4-ヒドロキシ-6-ヒドロキシメチル-7,8-ジヒドロプテリジン形成)(2-amino-4-hydroxy-6-(D-erythro-1,2,3-trihydroxypropyl)-7,8-dihydropt eridine glycolaldehyde-lyase (2-amino-4-hydroxy-6-hydroxymethyl-7,8-dihydropteridine-forming))である。この酵素は、葉酸の生合成に関与している。

## 構造
2007年末時点で、13個の構造が解かれている。蛋白質構造データバンクのコードは、1NBU、1RRI、1RRW、1RRY、1RS2、1RS4、1RSD、1RSI、1U68、1Z9W、2CG8、2NM2及び2NM3である。